# Scary or Die
Pour plus de détails, voir Fiche technique et Distribution.
Scary or Die, signifiant en anglais « effraye ou meurt », est un thriller d'horreur américain réalisé par Michael Emanuel, Bob Badway et Igor Meglic. Il est sorti en vidéo à la demande le 1er mai 2012 et en DVD le 11 septembre 2012.
Écrit par Michael Emanuel et Bob Badway, le film était initialement intitulé Terror Bytes (« Octets de la Terreur »), et a été changé pour coïncider avec le site web d'horreur du même nom, créé par Michael Emanuel avec son co-réalisateur Igor Meglic et deux autres cinéastes. Le film met en vedette Domiziano Arcangeli (en), Corbin Bleu, et Bill Oberst Jr., et est composé de cinq histoires se déroulant dans la ville de Los Angeles. Le film a été tourné en langue anglaise.

## Synopsis
Une internaute tape le nom du site scaryordie.com et visionne cinq vidéos. Au fil des vidéos, elle se métamorphose en monstre (sa main se noircit).

### The Crossing
Buck et Connie, deux Américains crétins et racistes kidnappent deux Mexicains et les embarquent dans leur pick-up. Buck emmène sa copine Kelly les accompagner à la frontière pour faire peur aux clandestins mexicains. Connie tue le gérant mexicain d'une station-service. Arrivés à la frontière, Buck et Connie libèrent les deux Mexicains pour une séance de tir aux pigeons. Ils enterrent les corps. Cependant, leurs victimes se transforment en zombies morts-vivants et sortent de leurs tombes, tuant Buck et Connie. Des garde-frontières, prenant Kelly pour une morte-vivante, l'abattent.

### Teujung's Lament
La femme d'un asiatique décède. Il va dans la rue, quand il voit une femme se faire enlever par Van Helsing. Le veuf endeuillé a l'impression que c'est sa femme et frappe Van Helsing pour sauver la femme. La femme lui donne rendez-vous dans un appartement. La femme et ses amis qui sont des vampires le dévorent.

### Re-Membered
Un flic ripou sert de tueur à gages pour assassiner un homme. Il démembre sa victime en plusieurs morceaux. Il met les morceaux du corps dans le coffre de sa voiture et roule de nuit. L'homme est harcelé par sa victime qui tape contre la plage arrière. Il s'arrête et ouvre le coffre, et vérifie que la victime est bien morte. Il repart mais la police l'arrête et le fait se ranger sur le bas-côté. Le policier lui demande son permis de conduire quand il entend frapper dans le coffre à l'arrière du véhicule. Le flic contrôle le coffre, mais comme s'il n'avait rien vu, il revient dire au chauffeur de repartir. Le chauffeur repart, et s'arrête un peu plus loin. Il ouvre le coffre : il est vide. Quand il remonte dans la voiture, il voit la victime assise sur le siège passager. Il sort aussitôt mais la victime le tue.

### Clowned
Un clown entre dans la maison de la mère d'Emmet, un dealer. Fucko, le clown dévalise le frigo. La mère du dealer vient chercher Emmet pour faire partir le clown. Le clown mord Emmet et s'enfuit. Killy essaie de soigner Emmet qui se transforme progressivement en clown : une faim de cannibale pour la chair humaine le pousse à prendre la fuite pour ne pas manger son petit frère et les siens. Il est abattu par la police.

### Lover Come Back
Une voix off féminine parle, dit qu'elle avait un grand-père qui lui versait de la poussière du vertige. Cette femme avait trouvé l'amour, mais son homme commença à la frapper et elle voulut rompre. Mais son fiancé refusa et l'étrangla. La croyant morte, il la mit dans un coffre et s'enferma dans une voiture avec une femme. Elle sort alors du coffre, et retrouve son ex dans les bras de la femme qui s'enfuit...

## Fiche technique
- Cinématographie : Bruce Douglas Johnson, Igor Meglic, James Lawrence Spencer et Byron Werner
- Scénario : Michael Emanuel et Bob Badway
- Musique : Shawn K. Clement, Claude Foisy (de), Hanna Lim et Christopher Young
- Durée : 94 min (1h34)
- Pays :  États-Unis
- Date : 1er mai 2012

## Distribution
- Domiziano Arcangeli (en) : Fucko
- Bill Oberst Jr. : Buck
- Corbin Bleu : Emmett
- Shannon Bobo : The Walking Woman
- Bob Bouchard : Fucko 2
- Andrew Caldwell (en) : Bill Blotto
- Alexandra Choi : Min-ah
- Charles Rahi Chun (en) : TaeJung
- Erik Contreras (en) : Gonzalez Jr.
- Christopher Darga : Détective Franks
- Xavier Davis (en) : Andy
- Elizabeth Di Prinzio : Kelly
- Hali Lula Hudson : Connie
- Azion Iemekeve : Van Helsing
- David Reivers : Grand-Père